# 네메시스

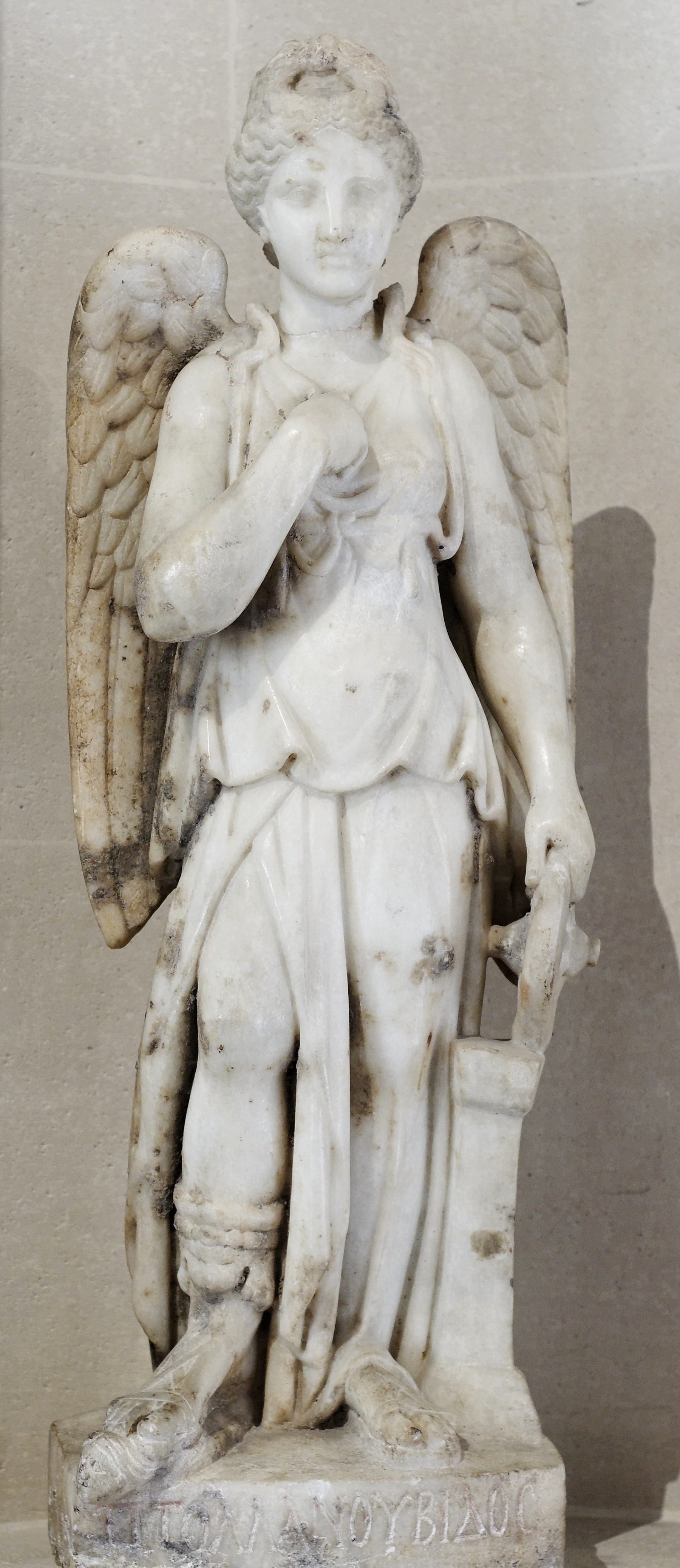
루브르 박물관에 있는 네메시스 상

네메시스(그리스어: Νέμεσις)는 그리스 신화에 등장하는 보복의 여신이다. 오케아노스 혹은 제우스의 딸이라는 이야기가 있다. 그러나 헤시오도스에 따르면 그녀는 에레보스와 닉스 사이에서 태어났으며, 닉스만의 딸로 묘사되기도 한다.
또다른 이름은 '람누스(네메시스의 성지)의 여신'이라는 뜻을 가진 '람누시아', '피할 수 없는'이라는 뜻의 '아드라스테이아(Adrasteia/Adrestia)'이다.
영단어인 Nemesis는 이길 수 없는 적을 의미한다. 또 위 문단에서 파생된 '숙적'이라는 뜻으로도 사용된다. 복수의 여신이라는 이미지 때문에 다양한 매체에서 상징적인 고유명사로 사용된다. 정의로운 복수, 정당한 복수만을 관장하기 때문에 자신의 행동이 떳떳하다면 무서운 여신은 아니다.
기원후 2세기경 크레타의 메소메데스가 작곡한 네메시스 찬가가 알려져 있다.

## 같이 보기
- 세크메트
- 칼리
- 정의의 신: 아스트라이아, 디케, 테미스
- 불의의 신: 아디키아